# 안산공업고등학교
안산공업고등학교(安山工業高等學校)는 대한민국 경기도 안산시 상록구 부곡동에 있는 사립 고등학교이다.

## 학교 연혁
- 1991년 8월 17일 : 학교법인 규봉학원 설립인가
- 1991년 8월 17일 : 설립자 이도진 이사장 취임
- 1993년 11월 1일 : 초대 남상조 교장 부임
- 1993년 12월 1일 : 학교 설립인가 (기계, 전기, 전자, 화공, 디자인 총 30학급)
- 1994년 3월 2일 : 제1회 입학식 거행
- 2000년 11월 17일 : 야구부 창단
- 2003년 9월 30일 : 컴퓨터과 2학급 설치인가(총 45학급)
- 2004년 10월 19일 : 종합체육관 완공
- 2009년 2월 25일 : 본관 리모델링
- 2012년 3월 8일 : 중소기업청 통합기술 인재양성 특성화고 지정
- 2012년 12월 11일 : 별관 리모델링
- 2014년 10월 6일 : 제49회 전국 기능경기대회 개최
- 2016년 10월 27일 : 역도부 창단
- 2020년 7월 10일 : 국방부 군특성화고 선정
- 2022년 2월 9일 : 제26회 졸업식
- 2022년 3월 1일 : 제5대 이공열 교장 부임
- 2022년 3월 2일 : 제29회 입학식

## 설치 학과
- 컴퓨터과
- 기계과
- 전기과
- 전자과
- 화학공업과
- 디자인과

## 참고 자료
- 안산공업고등학교 - 한국교육학술정보원 학교알리미